# Armada del Mar del Sur

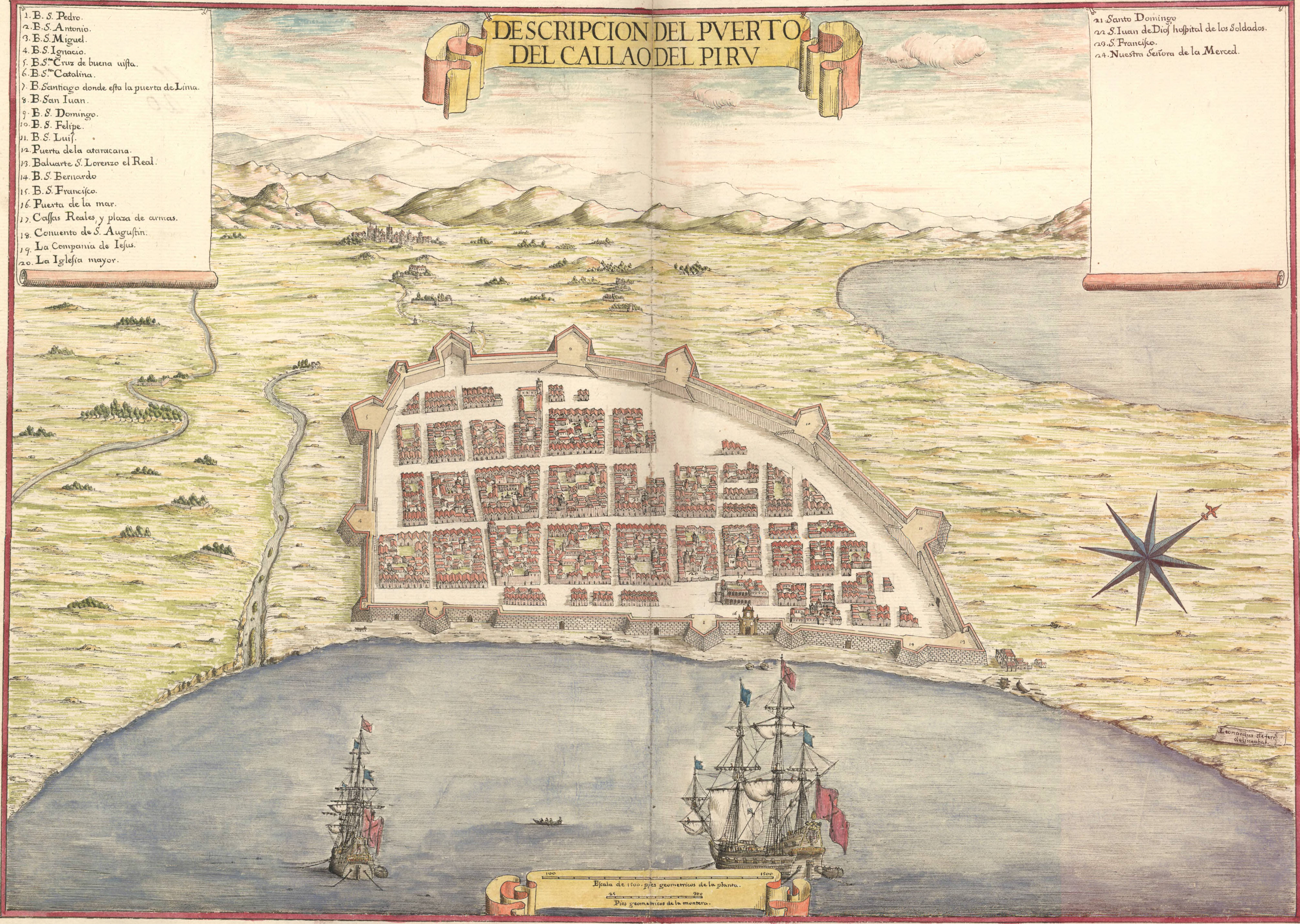
Mapa del Callao en 1655.

La Armada del Mar del Sur fue una agrupación naval creada en 1578 por la Corona española para proteger el virreinato del Perú y mantener fluidas, seguras y controladas las rutas marítimas en el Pacífico, especialmente la ruta Callao-Panamá, dado que desde el virreinato peruano se enviaban grandes cantidades de plata y oro a España. Su base estaba establecida en el puerto del Callao. Su espacio de actuación fue toda la costa pacífica, desde Cabo de Hornos a Centroamérica.
La Armada del Mar del Sur era una fuerza administrada desde el Perú de manera autónoma de la Real Armada, siendo esencialmente autóctona. La mayor parte de su historia estuvo enfrentándose al filibusterismo de los piratas holandeses, ingleses, franceses y de otras nacionalidades europeas.

## Historia
La Armada del Mar del Sur recogía todo el negocio y tesoros de Suramérica, a excepción de los de Tierra Firme (Venezuela y Colombia), y los conducía desde el Callao hasta Panamá para su trasvase por tierra a Portobelo. Al puerto del Callao llegaban todos los productos procedentes del interior, especialmente la plata de Potosí, que se transportaba hasta el puerto de Arica y de ahí al Callao, así como los caudales del Reino de Chile, que arribaban al Callao procedentes de Valparaíso. La Armada del Mar del Sur regresaba luego con las mercancías europeas hacia el Perú, pero solía descargar pasajeros y hasta artículos en Paita, ya que las corrientes contrarias la obligaban luego a adentrarse en el océano, dando un largo rodeo para alcanzar finalmente el Callao.
La Armada estuvo compuesta en un principio por pequeños barcos, pero debido a que las grandes remesas de plata que se almacenaban en Lima y su posterior traslado hacia Panamá o hacían de ella un objetivo permanente de los piratas ingleses y holandeses que, a través del cabo de Hornos, conseguían llegar al Pacífico, se hizo imperativa la necesidad de fortalecer esta flota. Es así que a lo largo del siglo XVII los virreyes del Perú mandaron construir nuevos navíos; con el crecimiento de la flota hicieron que esta armada adquiriera grandes dimensiones, lo que facilitaba el cumplimiento de sus obligaciones, como patrullar toda la costa del Pacífico en busca de piratas y el traslado de la plata del Perú a Panamá. También cubrían la ruta hacía Acapulco, del Virreinato de Nueva España, para abastecer al Galeón de Manila, que llegaba a las Filipinas con la plata del Potosí y a su vez traer mercancías de México. Durante el tiempo de actuación de la Armada del Mar del Sur, ningún cargamento cayó en manos de los piratas. En el siglo XVIII se construyeron los Castillos del Callao.
Los navíos de la armada fueron construidos en astilleros americanos, principalmente Guayaquil pues para la construcción de un navío era necesario tomar en cuenta las peculiaridades de la navegación en el Pacífico, donde los barcos habían de navegar a punta de bolina y el material de calafatería no era el cáñamo como en Europa, sino la estopa de coco, que ofrecía mayor resistencia.
La tripulación de la flota estaba constituida en el siglo XVII por 300 soldados, que se reclutaban en cada viaje. Al principio de su creación la armada sólo contaba con un funcionario que se ocupaba de todo lo relacionado con su provisión; más tarde los funcionarios aumentaron  hasta cuatro y finalmente, a partir de 1613, los propios oficiales de las cajas de Lima se hicieron cargo de su gestión. Desde 1616 contó con una guarnición de apoyo de 500 soldados en el puerto del Callao que, si se consideraba necesario, podía incorporarse a la flota.
La gestión de la Armada del Mar de Sur fue completamente autónoma por parte del Virreinato del Perú. Aunque estaban bajo las directrices estratégicas de la Corona, las decisiones que se tomaron a nivel local afectaban a la definición de los objetivos, las fuentes de financiación, la elección de sus mandos y tripulaciones y la construcción y reparación de sus naves.
En la segunda mitad del siglo XVIII, se dio una nueva organización a la armada en el virreinato del Perú, donde se creó una Capitanía de Puerto en el Callao, entidad que pasó a ejercer el control marítimo y naval del área. Al mismo tiempo, también se estableció la Academia Real de Náutica de Lima, en 1794, y el Departamento Marítimo del Callao, con capitanías de puerto subordinadas en Valparaíso, Concepción y Guayaquil.
La Armada del Mar del Sur funcionó hasta 1778, en que estuvo vigente el sistema de flotas. Esto vino aunado con la división administrativa de los españoles vía la creación de más Virreinatos en Suramérica y la liberación del comercio en las colonias hispano-americana en 1765, que antes estaba controlado por la Casa de Contratación de Sevilla. Esta liberación del comercio beneficio al crecimiento de puertos como Buenos Aires y Valparaíso.

## Personajes relevantes
- Juan de Miramontes y Zuázola: Sirvió en la Armada casi desde su fundación. Se le asignaron comisiones en Arica y Pisco, aunque finalmente no llegó a combatir a los piratas en el Pacífico. Más conocido por su largo poema épico Armas Antarticas (c. 1609).
- Blas de Lezo: El célebre marino guipuzcoano, estuvo de servicio en el Pacífico entre 1719 y 1729, enfrentando a ingleses y holandeses.

## Navíos de la Armada

### SigloXVI
- San Justo (1585)
- San Andrés (1586/1601)
- Ntra. Sra. de la Esperanza (1588)
- Ntra. Sra. del Rosario (1588)
- San Francisco (1588)
- San Jerónimo (1588)
- San Juan (1588)
- San Andrés (1594)
- San Pedro (1594)
- San Pablo (1594)
- Santa Ana (1595)

### SigloXVII
- Ntra. Sra. de las Mercedes (1602/1615)
- San Pedro (1605)
- Santa Ana (1612/1615)
- San José (1) (1612/1631)
- San Felipe y Santiago (1615/1628)
- Ntra. Sra. de Loreto (1619/1640)
- Ntra. Sra. de la Visitación (1619)
- Jesús María (1) (1624)
- San Diego del Milagro (1628/1656)
- Santa Lucía (1628)
- San Juan (1640)
- Espíritu Santo (1644)
- Santiago (1644/1659)
- San Francisco Solano (1645/1659)
- Jesús María (2) (1654)
- Ntra. Sra. de Guadalupe (1659/1696)
- San José (2) (1659/1685)
- Ntra. Sra. del Prado (1666)

### SigloXVIII
- Jesús María y José
- Ntra. Sra. de la Concepción
- Santísimo Sacramento
- Santa Cruz
- San Fermín
- Peregrina
- Brillante
- Águila Volante
- El Peruano